# Drugi rząd Nadżiba Mikatiego
Rząd Nadżiba Mikatiego – rząd Republiki Libańskiej utworzony w czerwcu 2011 roku przez stronnictwa polityczne, związane z prosyryjskim Hezbollahem.

## Powstanie
W styczniu 2011 roku ministrowie z Sojuszu 8 Marca i reprezentant prezydenta Michela Sulaimana opuścili rząd jedności narodowej, kierowany przez Sada al-Hariririego. 25 stycznia prezydent Libanu powierzył misję sformowania nowego rządu Nadżibowi Mikatiemu, popieranemu przez Hezbollah i jego sojuszników (szyicki Ruch Amal, chrześcijański Blok Zmian i Reform, druzyjską Socjalistyczną Partię Postępu oraz opozycyjnych sunnitów). Nadżib Mikati, przedsiębiorca, centrowy polityk i zwolennik współpracy z Syrią uzyskał poparcie 65 z 128 członków Izby Deputowanych.
Nowy premier napotkał duże trudności w tworzeniu rządu ze względu na bojkot ze strony polityków Sojuszu 14 Marca oraz rywalizację przy obsadzaniu poszczególnych tek ministerialnych.
13 czerwca, po prawie pięciu miesiącach od nominacji Nadżib Mikati ogłosił skład rządu. W trzydziestoosobowym gabinecie trzy miejsca przeznaczono dla ministrów prezydenckich, sześć dla osób związanych z premierem, trzy dla członków SPP Walida Dżumblatta, zaś osiemnaście tek ministerialnych objęli przedstawiciele Sojuszu 8 Marca (w tym aż dziesięć z Bloku Zmian i Reform pod przywództwem Michela Aouna). Zgodnie z zasadą konfesjonalizmu równą liczbę miejsc w gabinecie otrzymali muzułmanie i chrześcijanie (po piętnaście). Jednak sunnici otrzymali siedem miejsc stanowisk, a szyici jedynie pięć (tradycyjnie przysługuje im taka sama liczba miejsc). W przeciwieństwie do dwóch poprzednich rządów libańskich w gronie ministrów nie znalazła się żadna kobieta. Wkrótce po ogłoszeniu nominacji druzyjski lider Talal Arslan zrezygnował ze stanowiska sekretarza stanu, niezadowolony ze składu rządu.
Gabinet Nadżiba Mikatiego został wsparty przez nowego patriarchę maronickiego, Biszarę Butrosa al-Rai’ego, który zwrócił się do społeczeństwa by dać rządowi szansę. Natomiast chrześcijańscy liderzy opozycji zarzucają nowemu rządowi, że jest zdominowany przez Syrię i Hezbollah.
7 lipca 2011 r. rząd Nadżiba Mikatiego uzyskał wotum zaufania. Wsparło go 68 deputowanych, spośród 128 członków libańskiego parlamentu. Większość członków opozycyjnego Sojuszu 14 Marca opuściło salę obrad. Nie było również byłego premiera, Sada al-Haririrego, który w obawie o własne bezpieczeństwo pozostał w Paryżu.

## Skład
| Stanowisko                          | Imię i nazwisko           | Wyznanie             | Powiązania polityczne                   |
| Premier                             | Nadżib Mikati             | Sunnita              |                                         |
| Min. finansów                       | Mohammad Safadi           | Sunnita              | premier Mikati                          |
| Min. edukacji                       | Hassan Dijab              | Sunnita              | premier Mikati                          |
| Sekretarz stanu                     | Ahmad Karami              | Sunnita              | premier Mikati                          |
| Min. informacji                     | Walid Daouk               | Sunnita              | premier Mikati                          |
| Min. sportu i młodzieży             | Fajsal Karami             | Sunnita              | Arabska Partia Wyzwolenia               |
| Min. ds. uchodźców                  | Alaaddin Terro            | Sunnita              | Socjalistyczna Partia Postępu           |
| Min. rolnictwa                      | Hussein Hadżdż Hassan     | Szyita               | Hezbollah                               |
| Min. ds. reformy administracji      | Mohammed Fneisz           | Szyita               | Hezbollah                               |
| Min. spraw zagranicznych            | Adnan Mansur              | Szyita               | Ruch Amal                               |
| Min. zdrowia                        | Ali Hassan Chalil         | Szyita               | Ruch Amal                               |
| Sekretarz stanu                     | Ali Kansuh                | Szyita               | Syryjska Partia Socjal-Nacjonalistyczna |
| Min. robót publicznych i transportu | Ghazi al-Aridi            | Druz                 | Socjalistyczna Partia Postępu           |
| Min. spraw socjalnych               | Wael Abu Faour            | Druz                 | Socjalistyczna Partia Postępu           |
| Sekretarz stanu                     | Talal Arslan (rezygnacja) | Druz                 | Libańska Partia Demokratyczna           |
| Min. spraw wewnętrznych             | Marwan Szarbel            | Katolik-Maronita     | prezydent Sulaiman / WRP                |
| Min. środowiska                     | Nazim al-Churi            | Katolik-Maronita     | prezydent Sulaiman                      |
| Min. sprawiedliwości                | Szakib Kortbawi           | Katolik-Maronita     | Wolny Ruch Patriotyczny                 |
| Min. turystyki                      | Fadi Abboud               | Katolik-Maronita     | Wolny Ruch Patriotyczny                 |
| Min. energii i wody                 | Dżubran Bassil            | Katolik-Maronita     | Wolny Ruch Patriotyczny                 |
| Sekretarz stanu                     | Salim Karam               | Katolik-Maronita     | Marada                                  |
| Wicepremier                         | Samir Mokbel              | Prawosławny          | prezydent Sulaiman                      |
| Min. ekonomii i handlu              | Nicolas Nahhas            | Prawosławny          | premier Mikati                          |
| Min. kultury                        | Gaby Layoun               | Prawosławny          | Wolny Ruch Patriotyczny                 |
| Min. obrony                         | Fajez Ghosn               | Prawosławny          | Marada                                  |
| Min. pracy                          | Szarbel Nahhas            | Katolik-Melchita     | Wolny Ruch Patriotyczny                 |
| Min. telekomunikacji                | Nicolas Sehnawi           | Katolik-Melchita     | Wolny Ruch Patriotyczny                 |
| Min. ds. parlamentu                 | Nicolas Fattusz           | Katolik-Melchita     | Niezależny/Sojusz 8 Marca               |
| Min. przemysłu                      | Wreż Sabondżjan           | Prawosławny Ormianin | Dasznak                                 |
| Sekretarz stanu                     | Panos Mandżjan            | Prawosławny Ormianin | Dasznak                                 |

Zmiany w składzie:
- 18 lipca 2011 roku, po rezygnacji Talala Arslana, nowym sekretarzem stanu został związany z poprzednikiem Marwan Chajr ad-Din[14].
- 24 lutego 2012 roku, po rezygnacji Szabela Nahhasa, tekę ministra pracy objął Salim Dżereissati[15].

## Dymisja
22 marca 2013 premier Nadżib Mikati złożył dymisję swojego gabinetu.